# 紫背沼兰
紫背沼兰（学名：Crepidium roohutuensis）为兰科沼兰属下的一个种。

## 扩展阅读
- 維基物種上的相關：紫背沼兰